# Grete Strøm
Grete Strøm (15 aprile 1975) è un'ex sciatrice alpina norvegese.

## Biografia
Specialista delle prove veloci originaria di Svolvær, la Strøm esordì in Coppa Europa il 7 febbraio 1996 a Pra Loup in discesa libera (32ª) e in Coppa del Mondo il 29 febbraio successivo a Narvik nella medesima specialità, senza completare la prova. Nel circuito continentale conquistò due podi, entrambi a Pra Loup in discesa libera (la vittoria del 1º febbraio 1998 e il 3º posto del giorno successivo), mentre in Coppa del Mondo ottenne il miglior piazzamento il 29 novembre 1998 a Lake Louise in supergigante (23ª) e prese per l'ultima volta il via il 27 febbraio 1999 a Åre in discesa libera, senza completare la prova. Si ritirò al termine di quella stessa stagione 1998-1999 e la sua ultima gara fu lo slalom gigante dei Campionati svedesi 1999, disputato il 27 marzo a Gällivare e non completato dalla Strøm; non prese parte a rassegne olimpiche o iridate.

## Palmarès

### Coppa del Mondo
- Miglior piazzamento in classifica generale: 98ª nel 1998

### Coppa Europa
- 2 podi:
  - 1 vittoria
  - 1 terzo posto

#### Coppa Europa - vittorie
| Data             | Località | Paese   | Specialità |
| ---------------- | -------- | ------- | ---------- |
| 1º febbraio 1998 | Pra Loup | Francia | DH         |

Legenda:

DH = discesa libera

### Campionati norvegesi
- 5 medaglie:
  - 3 ori (discesa libera, combinata nel 1996; discesa libera nel 1998)[1]
  - 1 argento (supergigante nel 1998)
  - 1 bronzo (combinata nel 1998)